# Nedra, Barîșivka
Nedra (în ucraineană Недра) este o comună în raionul Barîșivka, regiunea Kiev, Ucraina, formată numai din satul de reședință.

## Demografie
Componența lingvistică a comunei Nedra
     Ucraineană (97,95%)
     Rusă (1,67%)
     Alte limbi (0,15%)
Conform recensământului din 2001, majoritatea populației comunei Nedra era vorbitoare de ucraineană (97,95%), existând în minoritate și vorbitori de rusă (1,67%).